# 明戸隆浩
明戸 隆浩（あけど たかひろ 1976年 - ）は、日本の社会学者。大阪公立大学大学院経済学研究科准教授。

## 来歴
愛知県出身。東京大学文学部卒業、東京大学大学院人文社会系研究科修士課程修了、東京大学大学院人文社会系研究科博士課程中退、修士（社会学）。2022年より大阪公立大学大学院経済学研究科准教授。マイノリティに関する研究を行っている。

## 人物
- 2019年にあいちトリエンナーレでの複数の作品の展示が取り下げになったことを批判する。取り下げになった理由というのは国民感情を害するということであったのだが、これは表現の自由に反するとしている。表現の自由には一定の例外があり、それは脅迫や名誉毀損やプライバシーの侵害やヘイトスピーチなどこれまでの法的判断の積み重ねがあるものに限られ、そこには国民感情は入っていないとする。それなのに国民感情を害するという論拠がもっともらしく見えるのは、それはナショナリズムに訴えているものだからであるとする。このようになれば表現の抑圧はあたかもやむをえないことであるかのように見えるとする。このようなナショナリズムに反するということを理由として表現を規制することは、戦前戦中の日本のように表現の自由が極端に制限された検閲の問題に直結するとする[4]。
- 2022年8月から東京都で行われた飯山由貴の企画展で映像作品が合理的な理由無く許可されなかったことに対して批判している。許可されなかった映像作品というのは、企画展の附帯事業として上映が申請されていたものであった。この映像作品については関東大震災での朝鮮人虐殺については東京都の認識と齟齬があることと、作品内の歌詞がヘイトスピーチと受け取られかねないことと、在日韓国人の生きづらさが強調されることで参加者が嫌悪感を持つことが懸念されていた。そして上映は許可しないということが決定された。10月28日に東京都総務局から送付された公式の説明文書では、関東大震災での朝鮮人虐殺については理由ではなく、朝鮮人の生きづらさを強調していたことから上映を許可していなかった。そして本企画展のテーマは障害者と人権であるため、当該作品はこの趣旨に沿わないことも新たな理由に加えられていた。上映を許可されなかった映像作品の登場人物は精神を病んでいるとされる。そこには精神障害であることと在日朝鮮人であることが不可分に結びついており、映像作品がもたらす最大のメッセージと思われる。これは複合差別であり、複数のマイノリティ属性が絡まりあうことで、より困難が強まることである。この複合差別の問題は典型的なマイノリティの問題に比べて軽視されやすいとする。東京都が在日朝鮮人の問題だということを理由として上映を許可しないことは、複合差別の問題を切り捨てることであり、複合差別がこれまでに被ってきた困難を公的に上塗りする行為であるとする[5]。